# Lussac-les-Châteaux
Lussac-les-Châteaux là một xã, tọa lạc ở tỉnh Vienne trong vùng Nouvelle-Aquitaine, Pháp. Xã này có diện tích 28,06 km², dân số năm 2006 là 2381 người. Xã nằm ở khu vực có độ cao trung bình 97 m trên mực nước biển. Dân địa phương danh xưng tiếng Pháp là les Lussacois.

## Biến động dân số
| Năm | 1962  | 1968  | 1975  | 1982  | 1990  | 1999  | 2006  |
| --- | ----- | ----- | ----- | ----- | ----- | ----- | ----- |
| Dân số | 2 043 | 2 086 | 2 201 | 2 217 | 2 297 | 2 532 | 2 381 |
| From the year 1962 on: No double counting—residents of multiple communes (e.g. students and military personnel) are counted only once. |       |       |       |       |       |       |       |